# 66 (getal)
66, zesenzestig is het natuurlijke getal volgend op 65 en voorafgaand aan 67.

## In de wiskunde
66 is een:
- driehoeksgetal en zeshoeksgetal
- semiperfect getal

## Overig
Zesenzestig is ook het:
- jaar A.D. 66 en 1966
  - 1966 is het jaar dat de Nederlandse politieke partij D66 is opgericht.
- landnummer in de telefonie voor Thailand
- atoomnummer van het scheikundige element Dysprosium Dy.